# SS (marina)
SS, scritto anche S.S. o S/S, è un prefisso navale che nel Regno Unito sta per Steamship ovvero piroscafo, battello a vapore, ma utilizzato successivamente anche per navi con sistemi di propulsione più moderni.
Esso rappresenta la qualifica base per le navi: da quando infatti queste sono solamente adibite al trasporto di persone, devono adottare tale sigla; se invece la nave è adibita al trasporto della posta allora si potrà fregiare del titolo RMS (Royal Mail Ship), mentre se invece è adibita a nave per il trasporto ospedaliero, o comunque con funzioni ospedaliere, HMHS ovvero Her Majesty Hospital Ship (come ad esempio diventò il Britannic)
Curioso è il caso del Titanic: talvolta possiamo trovare l'indicazione della nave con la sigla RMS, talvolta con la sigla SS: anche se sarebbe più corretto parlare di RMS Titanic, poiché durante il suo sfortunato viaggio inaugurale trasportava della posta, non è errato quando troviamo la dicitura SS Titanic, e questo perché era comunque una nave adibita in primis al trasporto passeggeri. In definitiva, se non è erroneo parlare di S.S., è più corretta la denominazione R.M.S. Titanic.